# Публий Квинтилий Вар
Пу́блий Квинти́лий Вар (лат. Publius Quinctilius Vaarus; родился, по одной из версий, около 46/45 года до н. э. — погиб в сентябре 9 года, Тевтобургский лес, Римская Германия) — римский военачальник и политический деятель из патрицианского рода Квинтилиев, ординарный консул 13 года до н. э.

## Биография

### Ранние годы
Публий Квинтилий принадлежал к обедневшей ветви древнего патрицианского рода. Его дед по отцовской линии, Секст Квинтилий Вар, был сенатором, вершиной политической карьеры которого стала претура (57 год до н. э.). Его отец, Секст Квинтилий Вар, также сенатор, сочувствовал республиканцам в гражданской войне с Гаем Юлием Цезарем. Неизвестно, участвовал ли он в убийстве Юлия Цезаря, но впоследствии он поддерживал Брута и Кассия и покончил с собой после поражения при Филиппах в 42 году до н. э. Матерью Публия Квинтилия Вара была дочь консула 50 года до н. э. Гая Клавдия Марцелла от первого брака.
Учитывая тот факт, что ещё в конце I века до н. э. военными трибунами становились, приблизительно, в двадцать лет, рождение Публия Квинтилия в историографии относят к середине 40-х гг. до н. э., а именно — к 46/45 году до н. э. Несмотря на политику своего отца, Вар стал поддерживать преемника Юлия Цезаря — Октавиана, позже ставшего именоваться Цезарем Августом. Публий Квинтилий женился на Випсании Марцелле, дочери соратника Октавиана Марка Випсания Агриппы, и стал близким другом и принцепса, и Агриппы. Посему его политическая карьера была стремительна: после службы военным трибуном (это событие относят к 26 или 25 году до н. э.), уже в 13 году до н. э. он был избран ординарным консулом вместе с Тиберием, пасынком Августа.

### Политическая карьера
Вслед за консулатом Вар в 7—6 годах до н. э. отправился на год в провинцию Африка в ранге проконсула. В 6—4 годах до н. э. он получил должность пропреторского легата Сирии, где под его командованием оказались четыре легиона. Иосиф Флавий упоминает молниеносные действия Вара против мессианского восстания в Иудее после смерти в 4 году до н. э. царя Ирода Великого. После захвата Иерусалима он распял около 2000 еврейских повстанцев.
После наместничества в Иудее Вар несколько лет провёл в Риме. В это время умерла Випсания Марцелла, и он женился вторично на Клавдии Пульхре, дочери Клавдии Марцеллы Младшей (дочери консула Гая Клавдия Марцелла Младшего и Октавии, сестры императора) и Гая Клавдия Пульхра, патриция по рождению, усыновлённого, уже после рождения дочери, в патрицианский род Валериев Мессал Марком Валерием Мессалой в конце 14 года до н. э. У них родился сын Публий Квинтилий Вар Младший. Этот брак показал, что Вар находится в фаворе у Августа.
В первые годы первого столетия Тиберий совершил несколько походов в Германию — область восточнее Рейна и севернее Дуная — в попытке раздвинуть границы империи и уменьшить их протяжённость. Они подчинили власти Рима несколько германских племён, таких как херуски. В 7 году этот регион был объявлен подчинённым Риму, и Вар был назначен первым пропретором провинции Германия. В это же время Тиберий с легионами был переброшен на Балканы в связи со вспыхнувшим в Паннонии и Далмации восстанием.

### Битва в Тевтобургском Лесу
Будучи пропретором Германии, Вар продолжил ту же жёсткую политику устрашения и подавления, которую использовал в Иудее и Африке. Произвол наместника и полное попрание всех устоявшихся законов и традиций подстегнули недавно покорённые германские племена к восстанию, которое возглавил вождь херусков Арминий. К этому времени Арминий уже успел отличиться на службе Риму: командовал конной алой, состоявшей из германцев, и за храбрость был удостоен римского гражданства и всаднического достоинства.
В конце лета 9 года Вар с тремя легионами (XVII, XVIII и XIX) стоял на берегу Везера, когда ему пришла весть, что в отдалённом зарейнском племени марсов вспыхнуло восстание.
Доверившись совету Арминия, Вар повёл легионы на подавление восстания короткой дорогой через Тевтобургский Лес, стремясь подавить восстание и вернуться в зимние лагеря до наступления холодов. Проходя через лес, римское войско стало подвергаться частым нападениям германцев, которые, пользуясь местностью, внезапно нападали и быстро отступали, не дожидаясь ответного удара. Заболоченная местность не давала возможности маневрировать пехоте, а ограниченность свободного пространства сделала кавалерию практически бесполезной. К тому же, начавшиеся дожди размыли дорогу, и в образовавшемся болоте совершенно увяз обоз. Вар понял, что попал в западню и попытался отступить к Рейну. Сопровождавшие легионы вспомогательные войска, состоявшие из германцев, открыто перешли на сторону восставших. После этого битва продолжалась три дня и закончилось полным поражением римских войск. Вар был ранен, и, дабы избежать унижения плена и не видеть поражения своей армии, покончил с собой, бросившись на меч. За ним последовали высшие офицеры. Часть кавалерии, бросив пехоту, попыталась пробиться к Рейну, но была перехвачена германцами и уничтожена.
Успешный заговор и антиримские настроения даже среди тех германцев, которые входили в состав вспомогательных войск римских легионов, а также, несомненно, условия заболоченной местности и сама неожиданность для римлян такого поворота событий, обеспечили полную победу германским племенам. В общем итоге потери римлян составили 25—27 тысяч человек. Примерно 5 тысячам удалось спастись. Часть попавших в плен легионеров были посажены в клетки из прутьев и сожжены заживо. Остальные были или проданы в рабство, или, впоследствии, выкуплены. Тацит сообщает, что захваченные в плен командиры были принесены в жертву германским богам. Арминий отослал голову Вара вождю маркоманов Марободу, с которым стремился заключить союз, но Маробод отклонил предложение и отослал голову в Рим.
Результатом этого поражения стало полное освобождение зарейнских областей от римского владычества. Позднейшие попытки покорить германцев между Рейном и Эльбой не имели успеха.
О реакции Октавиана на это событие Светоний сообщает следующее:
Рассказывали, что он до того был сокрушён, что несколько месяцев подряд не стриг волос и не брился и не раз бился головой о косяк двери, восклицая: «Квинтилий Вар, верни мне легионы!» (лат. «Quintili Vare, legiones redde!»)

## В литературе
- Гарри Тартлдав. «Верни мои легионы!».